# Felipe Perrone
Felipe Perrone Rocha (Rio de Janeiro, 1986. február 27. –) spanyol válogatott vízilabdázó. 2015 és 2017 között a Ratko Rudić által irányított brazil válogatott tagja volt. Szülőhazája válogatottjában való debütálása évében világliga bronzérmet szerzett. Spanyol válogatottként egy világbajnoki ezüstérmet (2009), egy világbajnoki bronzérmet (2007) és egy Európa-bajnoki bronzérmet (2006) szerzett, valamit tagja volt a 2018-as barcelonai Európa-bajnokságon ezüst érmet szerző nemzeti együttesnek. 2018-ban a Total Waterpolo szaklap az év legjobb férfi vízilabdázójává választotta. Jelenleg a Barceloneta játékosa.